# Cranbrook (Kent)
Pour les articles homonymes, voir Cranbrook (homonymie).
Cranbrook est une petite ville située dans le Kent dans l'Angleterre du Sud-Est. En 1290 l'archevêque John Peckham avait accordé une charte permettant de tenir un marché. La ville est située à cinq miles au nord de Hawkhurst. Cranbrook possède son propre orchestre philharmonique.

## Histoire
Environ quatre ans après l'installation du peintre Frederick Daniel Hardy en 1853 à Cranbrook, son ami Thomas Webster, parent de sa mère, s'y installe lui aussi. Ils louent ensemble comme ateliers une maison du XVIe siècle sur High Street ; l'atelier de Hardy était la pièce principale au rez-de-chaussée et celui de Webster, la pièce principale à l'étage.
Plusieurs autres artistes, amis de Webster et Hardy, ainsi que George, le frère aîné de Frederick, les y rejoignent ou viennent fréquemment de Londres. Ils sont inspirés par les peintres hollandais et flamands du XVIIe siècle et furent connus sous le nom de Colonie de Cranbrook. Ils se réunissent souvent avec leur famille pour des dîners, des thés et des réceptions.